# Auke Bijlsmabrug
De Auke Bijlsmabrug (brug 249) is een vaste brug in Amsterdam-Centrum.

## Geschiedenis

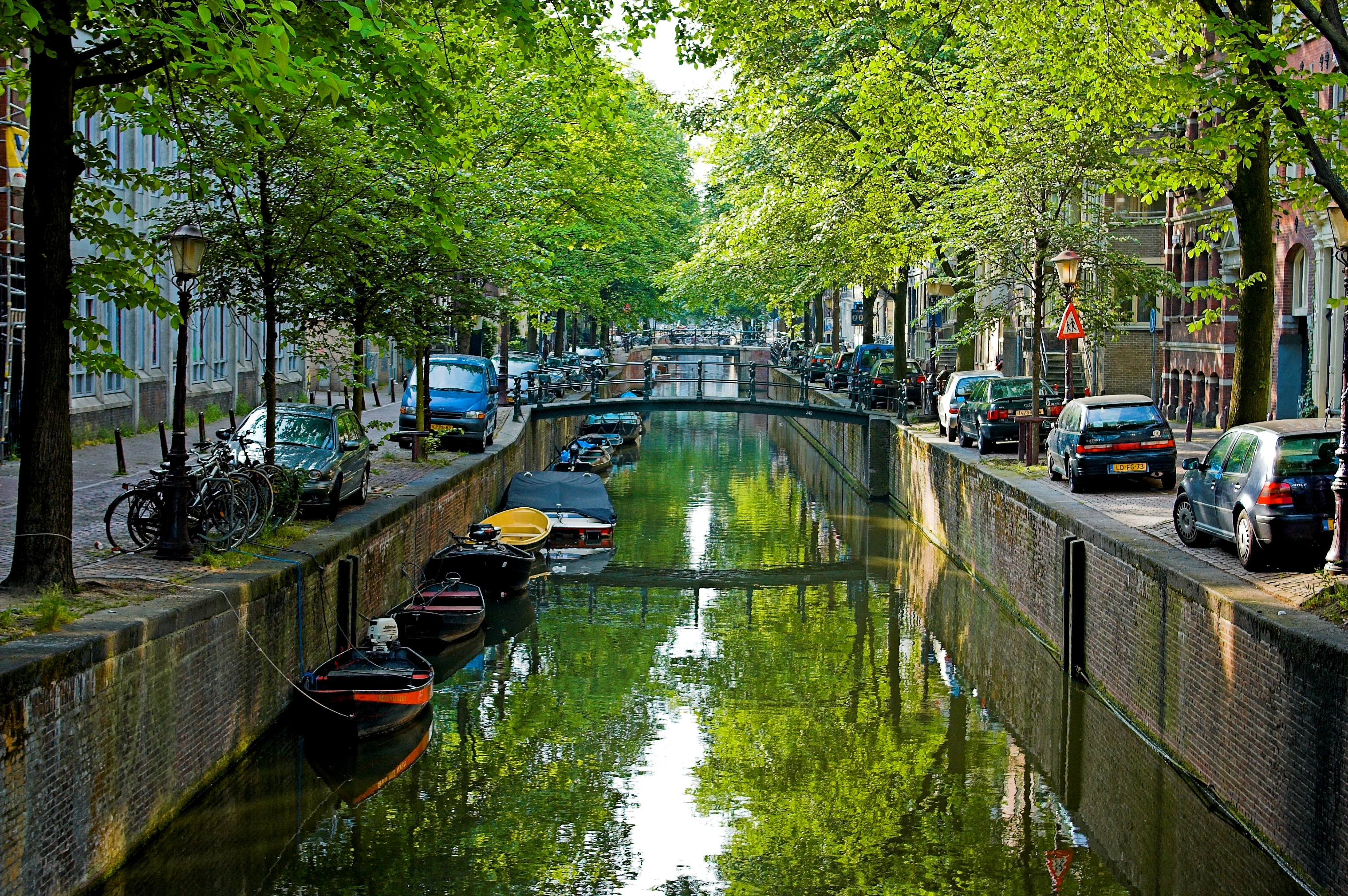
Brug 249 in 2008

De voetgangersbrug is gelegen over de Rechtboomssloot en ligt direct ten noorden en in het verlengde van de Brandewijnsteeg. Alhoewel gelegen in het centrum zijn er in de buurt van de nauwelijks gemeentelijke en/of rijksmonumenten te vinden. Er is op grote schaal nieuwbouw gepleegd in de jaren zestig en zeventig van de 20e eeuw, er werd de Amsterdamse Metro aangelegd (de metrotunnel ligt bijna direct ten oosten van de brug). Echter aan de zuidwestkant van de brug staat één gemeentelijk monument. Het is de voormalige stoomdiamantslijperij Rechtboomssloot 14a uit circa 1889 gebouwd voor S.J. Boas, ontworpen door Cornelis Antonius Bombach. 
Er heeft hier heel lang geen brug gelegen. Tijdens de sloop en nieuwbouw ten zuiden van de huidige brug was vanwege ruimtegebrek de Rechtboomssloot enige tijd gedempt, er werd ter plaatse zelfs een kinderspeeltuintje aangelegd. Kennelijk vond men het daarna gangbaar om over de gracht te kunnen lopen en kwam er een bruggetje. Ze dateert van rond 1983 (datum bestektekening), maar heeft uiterlijk en ook de balustrades van een 19e-eeuwse brug.

## Naam

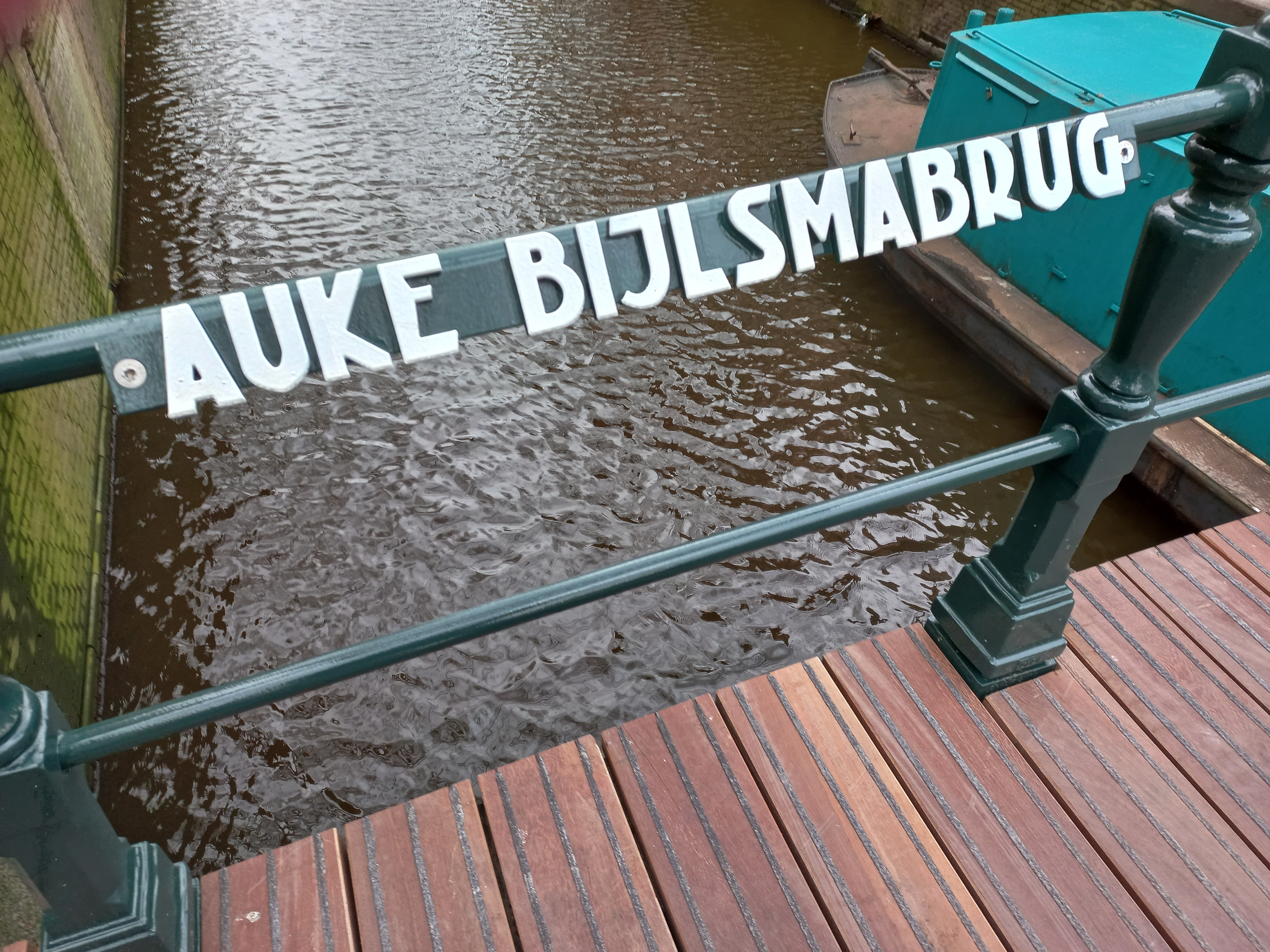
Naamplaat (februari 2024)

De brug was in 2016 bijna naar de ondernemer Boas vernoemd, de gemeente vond het belangrijker een brug te vernoemen naar de gehele sector en koos ervoor brug 254 te vernoemen tot Diamantbewerkersbrug. Een voorstel uit begin 2017 deze brug te vernoemen naar bioloog en politicus Auke Bijlsma werd in december 2017 goedgekeurd en de brug is onder die naam opgenomen in de Basisadministratie Basisregistraties Adressen en Gebouwen.

## Renovatie
In 2023-2024 werd de brug gerenoveerd. Er werd groot onderhoud gepleegd, werkzaamheden bestonden uit onder meer vernieuwen van de verflaag, herstel of vervangen onderdelen en vernieuwing van het brugdek. Om deze werkzaamheden te kunnen verrichten werd de brug van de brughoofden gelicht en naar een werkplaats gereden/verscheept. De renovatie maakte deel uit van een pakket van vijf bruggen: Sint Jansbrug, Diamantbewerkersbrug, Melkmeisjesbrug en Brug 130 (Trapjesbrug) die alle een monumentstatus hebben en deze Auke Bijlsmabrug die dat niet heeft. De werkzaamheden waren ter plaatse nog niet afgerond, reden waarom de brug nog niet goed aansloot op de kaden (deze worden in 2024/2025 aangepakt) en de geleidingshekken nog een jaren-tachtiguiterlijk hebben. 
<<< · 200 · 201 · 202 · 203 · 204 · 205 · 206 · 207 · 208 · 209 ·  210 · 211 · 212 · 213 · 214 · 215 · 216 · 217 · 218 · 220 · 221 · 222 · 223 · 224 · 225 · 226 · 227 · 228 · 228P · 229 · 230 · 231 · 232 · 233 · 234 · 235 · 236 · 237 · 238 · 239 ·  240 · 241 · 242 · 243 · 244 · 245 · 246 · 247 · 248 · 249 ·  250 · 251 · 252 · 253 · 254 · 255 · 256 · 257 · 258 · 259 · 260 · 261 · 262 · 263 · 264 · 265 · 266 · 267 · 270 · 271 · 272 · 273 · 274 · 275 · 277 · 278 · 279 · 280 · 281 · 283 · 285 · 286 · 287 · 288 · 289 · 290 · 291 · 292 · 293 · 295 · 296 · 297 · 298 · 299 · >>>
Brugnummers 219, 268, 269, 276, 282, 284, 294 zijn niet (meer) in omloop.